# 浄蓮の滝

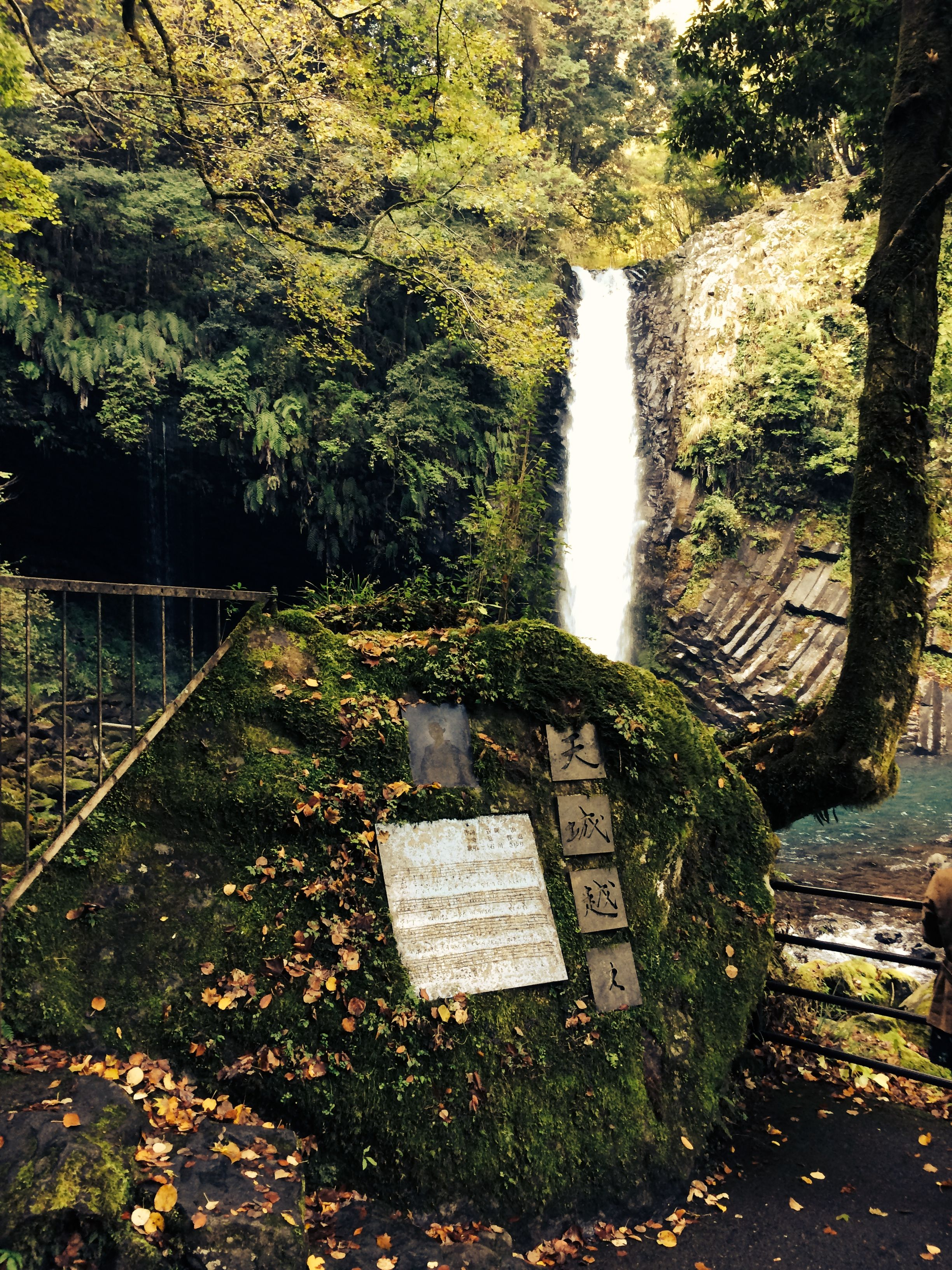
浄蓮の滝と『天城越え』の歌碑

浄蓮の滝（じょうれんのたき）は、静岡県伊豆市湯ヶ島にある滝。日本の滝百選の一つ。

## 概要
滝は狩野川の上流部、天城山の北西麓を流れる本谷川にあり、1万7000年前に伊豆東部火山群の鉢窪山スコリア丘が噴火した際に流出した玄武岩溶岩流を流れ落ちる直瀑である。落差は25m、幅は7mで岩盤には柱状節理が見られる。滝壺の深さは15mある。
かつて滝の左岸付近に「浄蓮寺」という寺院があったことから「浄蓮の滝」という名称がついたと伝わる。
周囲には日本では伊豆半島と熊本県にのみ自生が確認されている「ハイコモチシダ（ジョウレンシダとも）」の群生地があり、静岡県指定の天然記念物にもなっている。
明治時代に篤志家が滝に降りる道を開くまでは、断崖と峡谷に阻まれ、人が容易には近づけない神秘的な滝とされていた。
無料の駐車場が完備されており、傍らには土産物店が並ぶ。滝は駐車場から谷をかなり降りたところにあり、足腰の弱い高齢者には厳しい面がある。滝壺の近くにも土産物店が並ぶ。また、沢に沿ってワサビ田が広がる光景が見られるが関係者以外立入り禁止となっている。
滝の脇には、演歌歌手・石川さゆりのヒット曲である『天城越え』の歌碑がある（『天城越え』の歌詞に浄蓮の滝が登場するため）。

## 伝説
女郎蜘蛛の精 - 滝壺にはジョロウグモの化身が棲むとの伝説がある。「むかし樵夫が、落とした鉈を探しに滝つぼの中に入ると美しい女性と出会う。その女性と姿を見たことの公言をしない約束をしたが、「滝の主は女郎蜘蛛だ」と村人から聞き、その出来事を話すと樵夫は深い眠りについた。」

## アクセス
- 東海バス「浄蓮の滝」停留所 徒歩5分

## 参考資料
- 『日本の滝① 東日本661滝』 北中康文/写真・文、2004年、山と溪谷社